# Acacia johnwoodii
Acacia johnwoodii är en ärtväxtart som beskrevs av Loutfy Boulos. Acacia johnwoodii ingår i släktet akacior, och familjen ärtväxter. Inga underarter finns listade i Catalogue of Life.